# Бешил-Ирзу
Бешил-Ирзу (чечен. Бешал-Ирзе) — село в Ножай-Юртовском районе Чеченской Республики. Входит в состав Шовхал-Бердинского сельского поселения.

## География
Село расположено в верховьях реки Малый Мичик, в 12 км к северо-западу от районного центра — Ножай-Юрт и в 74 км к юго-востоку от города Грозный.
Ближайшие населённые пункты: на северо-востоке — село Согунты, на юго-востоке — село Шовхал-Берды, на юге — село Девлатби-Хутор и на западе — село Гансолчу.

## Население
| 1990 | 2002 | 2010 |
| ---- | ---- | ---- |
| 193  | ↗208 | ↗261 |

## Образование
- Бешил-Ирзуйская муниципальная основная общеобразовательная школа[7].